# Advanced SystemCare
Advanced SystemCare（旧称：Advanced Windows Care）はIObit社が開発したコンピューターの最適化と高速化を行うソフトウェア。Windows 11、Windows 10、Windows 8.1、Windows 8、Windows 7、Windows Vista、Windows XPに対応している。

## 概要
Advanced SystemCareには無料版と有償 (PRO)版がある。基本的な機能として両方にクリーンアップ、デフラグ、マルウェアのスキャン、ショートカットの修復などがある。
また、Advanced SystemCare にBitDefender.のアンチウイルスエンジンを搭載したAdvanced SystemCare Ultimateというソフトウェアもある。

## 機能
大きく分けると最適化とクリーンアップに分かれ、最適化にはシステムの最適化だけでなく、ディスクのデフラグ、セキュリティーの防御、脆弱性の修復などがある。
クリーンアップにはマルウェアの除去、レジストリーの修復、プライバシースイープ、ジャンクファイルの削除がある。
また、Advanced SystemCareにはチューンアップ、セキュリティー、システム管理などに関する様々なツールが搭載されている。チューンアップにはクリーニングや修復、高速化、Smart RAMなどがある。セキュリティーにはドライバーのバックアップやシステムファイルのチェック、Internet Explorerの設定修復などがある。システム管理にはスタートアップマネージャー、ファイルの復元、ディスクエクスプローラーなどがある。

### 無料版と有償版の違い
無料版には基本的なクリーンアップ、修復、最適化、セキュリティー保護がある。有償(Pro)版はPCチューンアップツールの「Advanced Vista Optimizer」に近い出来の製品とされる。

## 評価
「Advanced SystemCare Free 4にはシステムクリーンアップのすべてがある。ツールボックスにはIObitの開発した他のシステムユーティリティーも豊富に含まれており、1本で完結した便利なソフトウェアである」とCNETのレビューで評されている。

### Advanced SystemCare 5の批評
Advanced SystemCare 5は他の競合無料ソフトと比べて劣るという批判もあり、インストールして問題や異常が発生したという声も上がっている。

### アドウェア疑惑
米Malwarebytesは自社のブログで、Malwarebytes' Anti-MalwareがAdvanced SystemCareをPUPとして認識することを説明している。